# Chris Lee (rapper)
Kristoffer Lie (født 28. oktober 1982), med kunstnernavnet Chris Lee, er en norsk rapper og vokalist fra Sandvika lidt uden for Oslo. Han er stor i både hjemlandet og ikke mindst i USA, hvor han har ageret opvarmningsnavn for Naughty By Nature, Tha Alkaholiks og Souls of Mischief. Chris Lee bruger størstedelen af sin tid i hans San Francisco Bay Area-baserede gruppe International Loose Cannons, der har spillet en lang række koncerter på de allerstørste klubber i San Francisco og Oakland.
Hans debutalbum Worry No udkom 2008. Chris Lee er også vokalist og rapper i trioen Grifter City med Jamie Way og Dan Bruce.

## Reference
Chris Lee – dr.dk/Musik/Arkiv/Leksikon